# Stenoterommata curiy
Stenoterommata curiy là một loài nhện trong họ Nemesiidae.
Stenoterommata curiy được miêu tả năm 2008 bởi Indicatti.